# HMS Fearless (L10)
La HMS Fearless (Pennant number L10) fu una nave della Royal Navy in servizio dal 1965 al 2002.
La classe Fearless di navi da sbarco (landing platform dock - LPD) della Royal Navy era composta da due unità gemelle, HMS Fearless e HMS Intrepid.
La Fearless fu la prima nave da sbarco con bacino allagabile costruita allo scopo; venne impostata e realizzata nei cantieri Harland & Wolff di Belfast (dai quali uscì anche ad esempio il Titanic).
Era dotata di ponte di volo per 5 elicotteri da trasporto truppe e ospitava 4 LCU (Landing Craft Utility) e 4 LVTP.